# Restitutio ad integrum
Restitutio ad integrum é um expressão em Latim que significa 'restaurar à condição original'. É um dos princípios-guia primários por trás da compensação de danos por conta de reclamação por negligência. A regra geral do princípio é que a quantia a título de compensação restitua ao queixoso a posição na qual ele(a) se encontrava antes que o ato doloso tivesse sido cometido. Portanto, o queixoso deve ser compensado por despesas diretas, tais como despesas médicas ou decorrentes da reparação de bens móveis ou imóveis, bem como por lucros cessantes atribuíveis ao dano, o que nem sempre é simples de atribuir.
Embora a compensação monetária não possa ser diretamente igualada às privações de caráter físico, é geralmente aceito que a compensação seja também cabível para as chamadas perdas de amenidades, que implicam no decréscimo dos padrões de qualidade de vida sofridos por danos físicos ou morais. A compensação monetária se justifica nesses casos por se constituir na via mais praticável para endereçar tais questões.